# Liga Sudamericana de Clubes 2000
La Liga Sudamericana de Clubes de 2000 fue la quinta edición del primer torneo más importante de básquet en Sudamérica en esos años, dejando -con su aparición- como segunda competición al Campeonato Sudamericano de Clubes Campeones. Participaron 16 equipos provenientes de diez países. Fue la segunda edición en la que la fase de grupos se disputó en una única sede por grupo, terminando con el formato de partidos a ida y vuelta en dicha fase.
El campeón de esta edición fue el Vasco da Gama, que derrotó a Atenas en una serie final que llegó al quinto partido.

## Participantes
| País              | Equipo                                                       |
| ----------------- | ------------------------------------------------------------ |
| Argentina 3 cupos | Atenas de Córdoba Boca Juniors Independiente de General Pico |
| Bolivia 1 cupo    | UTEPSA                                                       |
| Brasil 3 cupos    | Franca BC Vasco Baureri Vasco da Gama                        |
| Chile 2 cupos     | Provincial Osorno Universidad Concepción                     |
| Colombia 1 cupo   | Los Caimanes                                                 |
| Ecuador 1 cupo    | U.T.E.                                                       |
| Paraguay 1 cupo   | Sol de América                                               |
| Perú 1 cupo       | Alas Peruanas                                                |
| Uruguay 2 cupos   | Cordón Welcome                                               |
| Venezuela 1 cupo  | Trotamundos de Carabobo                                      |

CV: campeón vigente.

## Modo de disputa
Fase de grupos
Los participantes se dividieron en cuatro grupos, un grupo con cuatro equipos y el resto con tres equipos. Se enfrentaron todos contra todos en una única sede y los dos mejores de cada grupo avanzaron de fase.
Play offs
Los ocho clasificados se emparejaron y se enfrentaron a partidos al mejor de tres encuentros. Los ganadores de los duelos avanzaron a las semifinales, al mejor de tres encuentros y los ganadores avanzaron a la final, fase nuevamente al mejor de tres juegos.

## Fase de grupos

### Grupo A
| Pos. | Equipo                    | Pts | PJ | PG | PP | PF  | PC  | Dif |
| ---- | ------------------------- | --- | -- | -- | -- | --- | --- | --- |
| 1.   | Atenas                    | 6   | 3  | 3  | 0  | 266 | 179 | 87  |
| 2.   | Vasco Baureri             | 5   | 3  | 2  | 1  | 208 | 210 | –2  |
| 3.   | Universidad de Concepción | 4   | 3  | 1  | 2  | 198 | 230 | –32 |
| 4.   | Cordón                    | 3   | 3  | 0  | 3  | 195 | 248 | –53 |

|  | Clasificado a la siguiente fase del torneo. |

| 23 de febrero | Atenas | 103–63 | Cordón |  |  |
|               |        |        |        |  |  |
|               |        |        |        |  |  |

| 23 de febrero | Universidad de Concepción | 69–76 | Vasco Baureri |  |  |
|               |                           |       |               |  |  |
|               |                           |       |               |  |  |

| 24 de febrero | Vasco Baureri | 68–62 | Cordón |  |  |
|               |               |       |        |  |  |
|               |               |       |        |  |  |

| 24 de febrero | Universidad de Concepción | 52–84 | Atenas |  |  |
|               |                           |       |        |  |  |
|               |                           |       |        |  |  |

| 25 de febrero | Atenas | 79–64 | Vasco Baureri |  |  |
|               |        |       |               |  |  |
|               |        |       |               |  |  |

| 25 de febrero | Universidad de Concepción | 77–70 | Cordón |  |  |
|               |                           |       |        |  |  |
|               |                           |       |        |  |  |

### Grupo B
| Pos. | Equipo        | Pts | PJ | PG | PP | PF  | PC  | Dif |
| ---- | ------------- | --- | -- | -- | -- | --- | --- | --- |
| 1.   | Vasco da Gama | 6   | 3  | 3  | 0  | 285 | 197 | 88  |
| 2.   | Trotamundos   | 5   | 3  | 2  | 1  | 243 | 232 | 11  |
| 3.   | Los Caimanes  | 4   | 3  | 1  | 2  | 242 | 244 | –2  |
| 4.   | U.T.E.        | 3   | 3  | 0  | 3  | 197 | 294 | –97 |

|  | Clasificado a la siguiente fase del torneo. |

| 16 de febrero | Vasco da Gama | 94–86 | Trotamundos |  |  |
|               |               |       |             |  |  |
|               |               |       |             |  |  |

| 16 de febrero | Los Caimanes | 93–79 | U.T.E. |  |  |
|               |              |       |        |  |  |
|               |              |       |        |  |  |

| 17 de febrero | Vasco da Gama | 106–54 | U.T.E. |  |  |
|               |               |        |        |  |  |
|               |               |        |        |  |  |

| 17 de febrero | Los Caimanes | 74–80 | Trotamundos |  |  |
|               |              |       |             |  |  |
|               |              |       |             |  |  |

| 18 de febrero | U.T.E. | 64–95 | Trotamundos |  |  |
|               |        |       |             |  |  |
|               |        |       |             |  |  |

| 18 de febrero | Los Caimanes | 75–85 | Vasco da Gama |  |  |
|               |              |       |               |  |  |
|               |              |       |               |  |  |

### Grupo C
| Pos. | Equipo            | Pts | PJ | PG | PP | PF  | PC  | Dif |
| ---- | ----------------- | --- | -- | -- | -- | --- | --- | --- |
| 1.   | Franca BC         | 6   | 3  | 3  | 0  | 262 | 224 | 36  |
| 2.   | Boca Juniors      | 4   | 3  | 1  | 2  | 213 | 206 | 7   |
| 3.   | Alas Peruanas     | 4   | 3  | 1  | 2  | 210 | 231 | –21 |
| 4.   | Provincial Osorno | 4   | 3  | 1  | 2  | 237 | 261 | –24 |

|  | Clasificado a la siguiente fase del torneo. |

| 21 de febrero | Boca Juniors | 70–77 | Franca BC |  |  |
|               |              |       |           |  |  |
|               |              |       |           |  |  |

| 21 de febrero | Alas Peruanas | 79–85 | Provincial Osorno |  |  |
|               |               |       |                   |  |  |
|               |               |       |                   |  |  |

| 22 de febrero | Boca Juniors | 81–63 | Provincial Osorno |  |  |
|               |              |       |                   |  |  |
|               |              |       |                   |  |  |

| 22 de febrero | Alas Peruanas | 65–84 | Franca BC |  |  |
|               |               |       |           |  |  |
|               |               |       |           |  |  |

| 23 de febrero | Franca BC | 101–89 | Provincial Osorno |  |  |
|               |           |        |                   |  |  |
|               |           |        |                   |  |  |

| 23 de febrero | Alas Peruanas | 66–62 | Boca Juniors |  |  |
|               |               |       |              |  |  |
|               |               |       |              |  |  |

### Grupo D
| Pos. | Equipo             | Pts | PJ | PG | PP | PF  | PC  | Dif |
| ---- | ------------------ | --- | -- | -- | -- | --- | --- | --- |
| 1.   | Welcome            | 6   | 3  | 3  | 0  | 293 | 201 | 92  |
| 2.   | Independiente (GP) | 5   | 3  | 2  | 1  | 254 | 232 | 22  |
| 3.   | Sol de América     | 4   | 3  | 1  | 2  | 252 | 275 | –23 |
| 4.   | UTEPSA             | 3   | 3  | 0  | 3  | 212 | 303 | –91 |

|  | Clasificado a la siguiente fase del torneo. |

| 16 de febrero | Independiente (GP) | 88–79 | Sol de América |  |  |
|               |                    |       |                |  |  |
|               |                    |       |                |  |  |

| 16 de febrero | Welcome | 107–58 | UTEPSA |  |  |
|               |         |        |        |  |  |
|               |         |        |        |  |  |

| 17 de febrero | Independiente (GP) | 95–70 | UTEPSA |  |  |
|               |                    |       |        |  |  |
|               |                    |       |        |  |  |

| 17 de febrero | Welcome | 103–72 | Sol de América |  |  |
|               |         |        |                |  |  |
|               |         |        |                |  |  |

| 18 de febrero | Sol de América | 101–84 | UTEPSA |  |  |
|               |                |        |        |  |  |
|               |                |        |        |  |  |

| 18 de febrero | Welcome | 83–71 | Independiente (GP) |  |  |
|               |         |       |                    |  |  |
|               |         |       |                    |  |  |

## Play offs
|  | Cuartos de final             | Cuartos de final             | Cuartos de final             | Cuartos de final             |    |           | Semifinales               | Semifinales               | Semifinales               | Semifinales               |               |    | Final             | Final             | Final             | Final             | Final             | Final             |  |
|  | 28 de febrero al 16 de marzo | 28 de febrero al 16 de marzo | 28 de febrero al 16 de marzo | 28 de febrero al 16 de marzo |    |           | 24 de marzo al 3 de abril | 24 de marzo al 3 de abril | 24 de marzo al 3 de abril | 24 de marzo al 3 de abril |               |    | 10 al 17 de abril | 10 al 17 de abril | 10 al 17 de abril | 10 al 17 de abril | 10 al 17 de abril | 10 al 17 de abril |  |
|  |                              |                              |                              |                              |    |           |                           |                           |                           |                           |               |    |                   |                   |                   |                   |                   |                   |  |
|  |                              |                              |                              |                              |    |           |                           |                           |                           |                           |               |    |                   |                   |                   |                   |                   |                   |  |
|  | Franca BC                    | 96                           | 88                           | —                            |    |           |                           |                           |                           |                           |               |    |                   |                   |                   |                   |                   |                   |  |
|  | Franca BC                    | 96                           | 88                           | —                            |    |           |                           |                           |                           |                           |               |    |                   |                   |                   |                   |                   |                   |  |
|  | Independiente (GP)           | 85                           | 81                           | —                            |    |           |                           |                           |                           |                           |               |    |                   |                   |                   |                   |                   |                   |  |
|  | Independiente (GP)           | 85                           | 81                           | —                            |    | Franca BC | 57                        | 86                        | —                         |                           |               |    |                   |                   |                   |                   |                   |                   |  |
|  |                              |                              |                              |                              |    | Franca BC | 57                        | 86                        | —                         |                           |               |    |                   |                   |                   |                   |                   |                   |  |
|  |                              |                              | Vasco da Gama                | 82                           | 96 | —         |                           |                           |                           |                           |               |    |                   |                   |                   |                   |                   |                   |  |
|  | Vasco da Gama                | 100                          | Vasco da Gama                | 82                           | 96 | —         | 83                        |                           |                           |                           |               |    |                   |                   |                   |                   |                   |                   |  |
|  | Vasco da Gama                | 100                          |                              |                              |    |           |                           |                           |                           |                           |               |    |                   |                   |                   |                   |                   |                   |  |
|  | Vasco Barueri                | 97                           | 73                           |                              |    |           |                           |                           |                           |                           |               |    |                   |                   |                   |                   |                   |                   |  |
|  | Vasco Barueri                | 97                           | 73                           |                              |    |           |                           |                           |                           |                           | Vasco da Gama | 71 | 70                | 79                | 87                | 64                |                   |                   |  |
|  |                              |                              |                              |                              |    |           |                           |                           |                           |                           | Vasco da Gama | 71 | 70                | 79                | 87                | 64                |                   |                   |  |
|  |                              |                              | Atenas                       | 78                           | 67 | 84        | 75                        | 61                        |                           |                           |               |    |                   |                   |                   |                   |                   |                   |  |
|  | Welcome                      | 75                           | Atenas                       | 78                           | 67 | 84        | 75                        | 61                        | 71                        | —                         |               |    |                   |                   |                   |                   |                   |                   |  |
|  | Welcome                      | 75                           |                              |                              |    |           |                           |                           | 71                        | —                         |               |    |                   |                   |                   |                   |                   |                   |  |
|  | Boca Juniors                 | 73                           | 64                           | —                            |    |           |                           |                           |                           |                           |               |    |                   |                   |                   |                   |                   |                   |  |
|  | Boca Juniors                 | 73                           | 64                           | —                            |    | Welcome   | 55                        | 85                        | —                         |                           |               |    |                   |                   |                   |                   |                   |                   |  |
|  |                              |                              |                              |                              |    | Welcome   | 55                        | 85                        | —                         |                           |               |    |                   |                   |                   |                   |                   |                   |  |
|  |                              |                              | Atenas                       | 83                           | 90 | —         |                           |                           |                           |                           |               |    |                   |                   |                   |                   |                   |                   |  |
|  | Atenas                       | 59                           | Atenas                       | 83                           | 90 | —         | 92                        | 77                        |                           |                           |               |    |                   |                   |                   |                   |                   |                   |  |
|  | Atenas                       | 59                           |                              |                              |    |           |                           |                           |                           |                           |               |    |                   |                   |                   |                   |                   |                   |  |
|  | Trotamundos                  | 70                           | 57                           | 65                           |    |           |                           |                           |                           |                           |               |    |                   |                   |                   |                   |                   |                   |  |
|  | Trotamundos                  | 70                           | 57                           | 65                           |    |           |                           |                           |                           |                           |               |    |                   |                   |                   |                   |                   |                   |  |
|  |                              |                              |                              |                              |    |           |                           |                           |                           |                           |               |    |                   |                   |                   |                   |                   |                   |  |

Nota: el equipo ubicado en la primera linea tuvo ventaja de localía en los enfrentamientos.

### Cuartos de final
Vasco Barueri - Vasco da Gama
| 2 de marzo   | Vasco Barueri | 97–100 | Vasco da Gama |  |  |  |
|              |               |        |               |  |  |  |
|              |               |        |               |  |  |  |
| Serie: 0 - 1 |               |        |               |  |  |  |
|              |               |        |               |  |  |  |

| 14 de marzo  | Vasco da Gama | 83–73 | Vasco Barueri |  |  |  |
|              |               |       |               |  |  |  |
|              |               |       |               |  |  |  |
| Serie: 2 - 0 |               |       |               |  |  |  |
|              |               |       |               |  |  |  |

Welcome - Boca Juniors
| 28 de febrero | Boca Juniors | 73–75 | Welcome |  |  |  |
|               |              |       |         |  |  |  |
|               |              |       |         |  |  |  |
| Serie: 0 - 1  |              |       |         |  |  |  |
|               |              |       |         |  |  |  |

| 17 de marzo  | Welcome | 71–64 | Boca Juniors |  |  |  |
|              |         |       |              |  |  |  |
|              |         |       |              |  |  |  |
| Serie: 2 - 0 |         |       |              |  |  |  |
|              |         |       |              |  |  |  |

Atenas de Córdoba - Trotamundos de Carabobo
| 3 de marzo   | Trotamundos | 70–59 | Atenas |  |  |  |
|              |             |       |        |  |  |  |
|              |             |       |        |  |  |  |
| Serie: 1 - 0 |             |       |        |  |  |  |
|              |             |       |        |  |  |  |

| 15 de marzo  | Atenas | 92–57 | Trotamundos |  |  |  |
|              |        |       |             |  |  |  |
|              |        |       |             |  |  |  |
| Serie: 1 - 1 |        |       |             |  |  |  |
|              |        |       |             |  |  |  |

| 16 de marzo  | Atenas | 77–65 | Trotamundos |  |  |  |
|              |        |       |             |  |  |  |
|              |        |       |             |  |  |  |
| Serie: 2 - 1 |        |       |             |  |  |  |
|              |        |       |             |  |  |  |

Franca BC - Independiente de General Pico
| 3 de marzo   | Independiente (GP) | 85–96 | Franca BC |  |  |  |
|              |                    |       |           |  |  |  |
|              |                    |       |           |  |  |  |
| Serie: 0 - 1 |                    |       |           |  |  |  |
|              |                    |       |           |  |  |  |

| 13 de marzo  | Franca BC | 88–81 | Independiente (GP) |  |  |  |
|              |           |       |                    |  |  |  |
|              |           |       |                    |  |  |  |
| Serie: 2 - 0 |           |       |                    |  |  |  |
|              |           |       |                    |  |  |  |

### Semifinales
Franca BC - Vasco da Gama
| 27 de marzo  | Vasco da Gama | 82–57 | Franca BC |  |  |  |
|              |               |       |           |  |  |  |
|              |               |       |           |  |  |  |
| Serie: 1 - 0 |               |       |           |  |  |  |
|              |               |       |           |  |  |  |

| 3 de abril   | Franca BC | 86–96 | Vasco da Gama |  |  |  |
|              |           |       |               |  |  |  |
|              |           |       |               |  |  |  |
| Serie: 0 - 2 |           |       |               |  |  |  |
|              |           |       |               |  |  |  |

Welcome - Atenas de Córdoba
| 24 de marzo  | Atenas | 83–55   | Welcome | Córdoba                                |  |  |
|              |        |         |         |                                        |  |  |
|              |        | Reporte |         | Pabellón: Polideportivo Carlos Cerutti |  |  |
| Serie: 1 - 0 |        |         |         |                                        |  |  |
|              |        |         |         |                                        |  |  |

| 1 de abril   | Welcome | 85–90 | Atenas | Montevideo                   |  |  |
|              |         |       |        |                              |  |  |
|              |         |       |        | Pabellón: Cilindro Municipal |  |  |
| Serie: 0 - 2 |         |       |        |                              |  |  |
|              |         |       |        |                              |  |  |

### Final
Vasco da Gama - Atenas de Córdoba
| 10 de abril  | Vasco da Gama | 71–78   | Atenas | Río de Janeiro               |  |  |
|              |               |         |        |                              |  |  |
|              |               | Reporte |        | Pabellón: Tijuca Tenis Clube |  |  |
| Serie: 0 - 1 |               |         |        |                              |  |  |
|              |               |         |        |                              |  |  |

| 11 de abril  | Vasco da Gama | 70–67   | Atenas | Río de Janeiro               |  |  |
|              |               |         |        |                              |  |  |
|              |               | Reporte |        | Pabellón: Tijuca Tenis Clube |  |  |
| Serie: 1 - 1 |               |         |        |                              |  |  |
|              |               |         |        |                              |  |  |

| 14 de abril  | Atenas | 84–79   | Vasco da Gama | Córdoba                                |  |  |
|              |        |         |               |                                        |  |  |
|              |        | Reporte |               | Pabellón: Polideportivo Carlos Cerutti |  |  |
| Serie: 2 - 1 |        |         |               |                                        |  |  |
|              |        |         |               |                                        |  |  |

| 15 de abril  | Atenas | 75–87   | Vasco da Gama | Córdoba                                |  |  |
|              |        |         |               |                                        |  |  |
|              |        | Reporte |               | Pabellón: Polideportivo Carlos Cerutti |  |  |
| Serie: 2 - 2 |        |         |               |                                        |  |  |
|              |        |         |               |                                        |  |  |

| 17 de abril  | Vasco da Gama | 64–61   | Atenas | Río de Janeiro                                          |  |  |
|              |               |         |        |                                                         |  |  |
|              |               | Reporte |        | Pabellón: Maracanãzinho Asistencia: 12 000 espectadores |  |  |
| Serie: 3 - 2 |               |         |        |                                                         |  |  |
|              |               |         |        |                                                         |  |  |

Club de Regatas Vasco da Gama

Campeón

Segundo título

## Plantel campeón
- Demetrius
- Byrd
- Rogerio
- Mingao
- José Vargas
- Joao Batista
- Janjao
- Fernandes

DT: Flor Meléndez